# Rohozec (Brno-vidéki járás)
Rohozec település Csehországban, a Brno-vidéki járásban. Rohozec Rašov, Unín, Bukovice, Šerkovice és Tišnov településekkel határos. Lakosainak száma 238 fő (2024. január 1.).

## Népesség
A település lakosságának változását az alábbi diagram mutatja:
| Lakosok száma | 226  | 268  | 285  | 277  | 263  | 217  | 234  | 232  | 234  | 238  |
|               | 1869 | 1890 | 1921 | 1950 | 1980 | 2001 | 2017 | 2019 | 2022 | 2024 |